# هند غربی آمریکا
هند غربی آمریکا (انگلیسی: American West Indies) یک منطقه جغرافیایی است که شامل پورتوریکو، جزایر ویرجین ایالات متحده آمریکا، و جزیره ناواسا (مورد ادعای هائیتی) است.

## نوشتارهای وابسته
- هند غربی بریتانیا
- هند غربی دانمارک
- هند غربی هلند
- هند غربی فرانسه
- هند غربی اسپانیا
- هند غربی سوئد